# Quinta do Monte

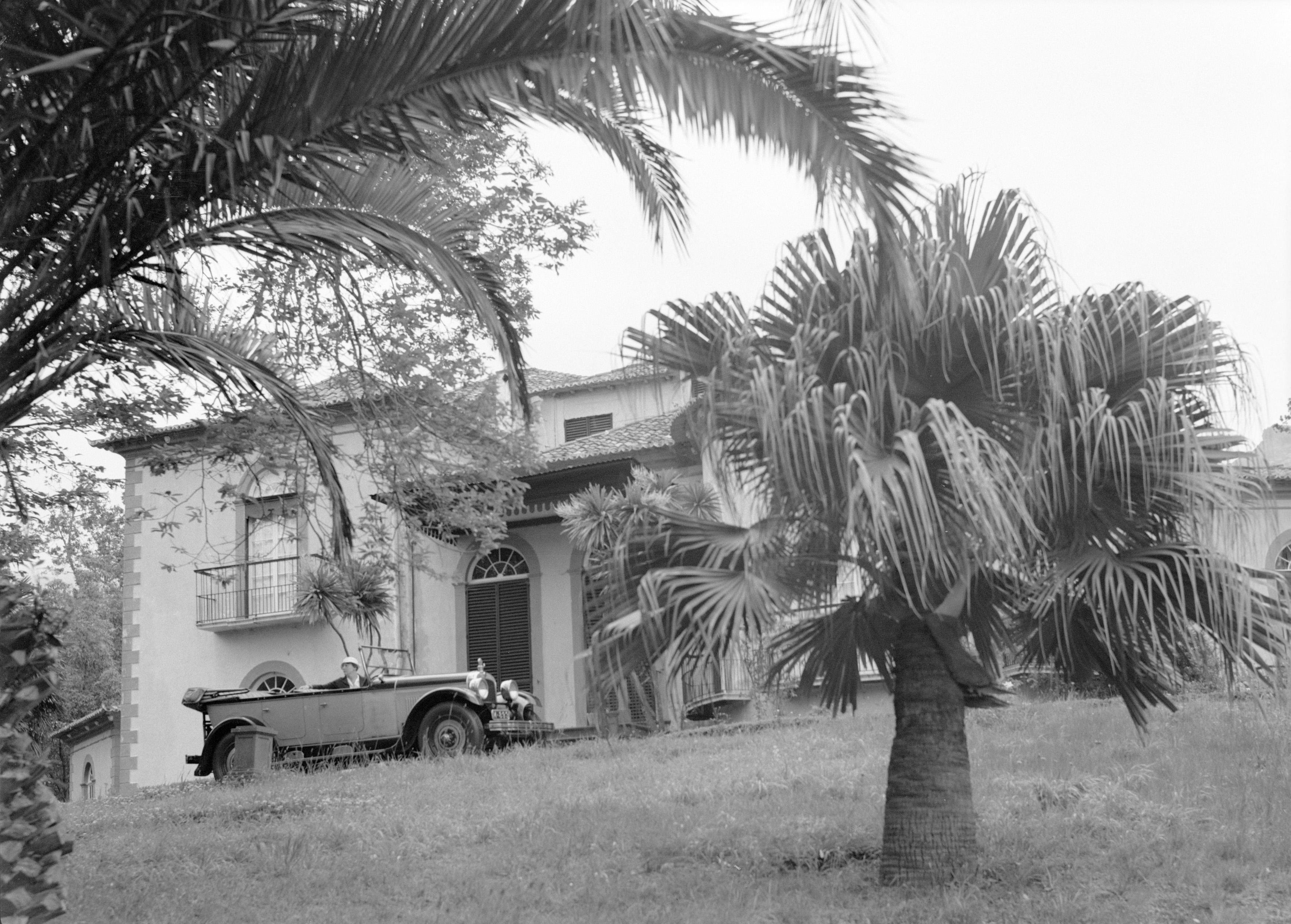
Quinta do Monte (1934)

Die Quinta do Monte, auch Quinta Gordon, Quinta Cossart, Quinta Rocha Machado oder neuerdings Quinta Jardins do Imperador, ist ein Herrenhaus in Monte, oberhalb von Funchal auf der Insel Madeira in Portugal. Es ist das Sterbehaus von Karl von Habsburg-Lothringen, des letzten Kaisers von Österreich und letzten Königs von Ungarn, Kroatien und Böhmen.

## Geschichte
Das in späterer Zeit vor allem als Wochenendhaus und Sommersitz genutzte Anwesen war ursprünglich ein Weingut (portugiesisch „Quinta“). Es lag hoch über dem Meer in prachtvollen Eichen- und Platanenwaldungen und war jeweils nach seinen verschiedenen Eigentümern benannt, insbesondere nach dem britischen Kaufmann und Konsul James Dempster Webster Gordon (1783–1850), der das heute noch bestehende Herrenhaus nach Plänen eines britischen Architekten um 1825 unter Berücksichtigung örtlicher Bautraditionen im Stil des Regency erbauen ließ und es 1826 mit seiner gerade angetrauten Ehefrau Theodosia Arabella Pollock (1803–1859) bezog, der Nichte des britischen Generals George Pollock.

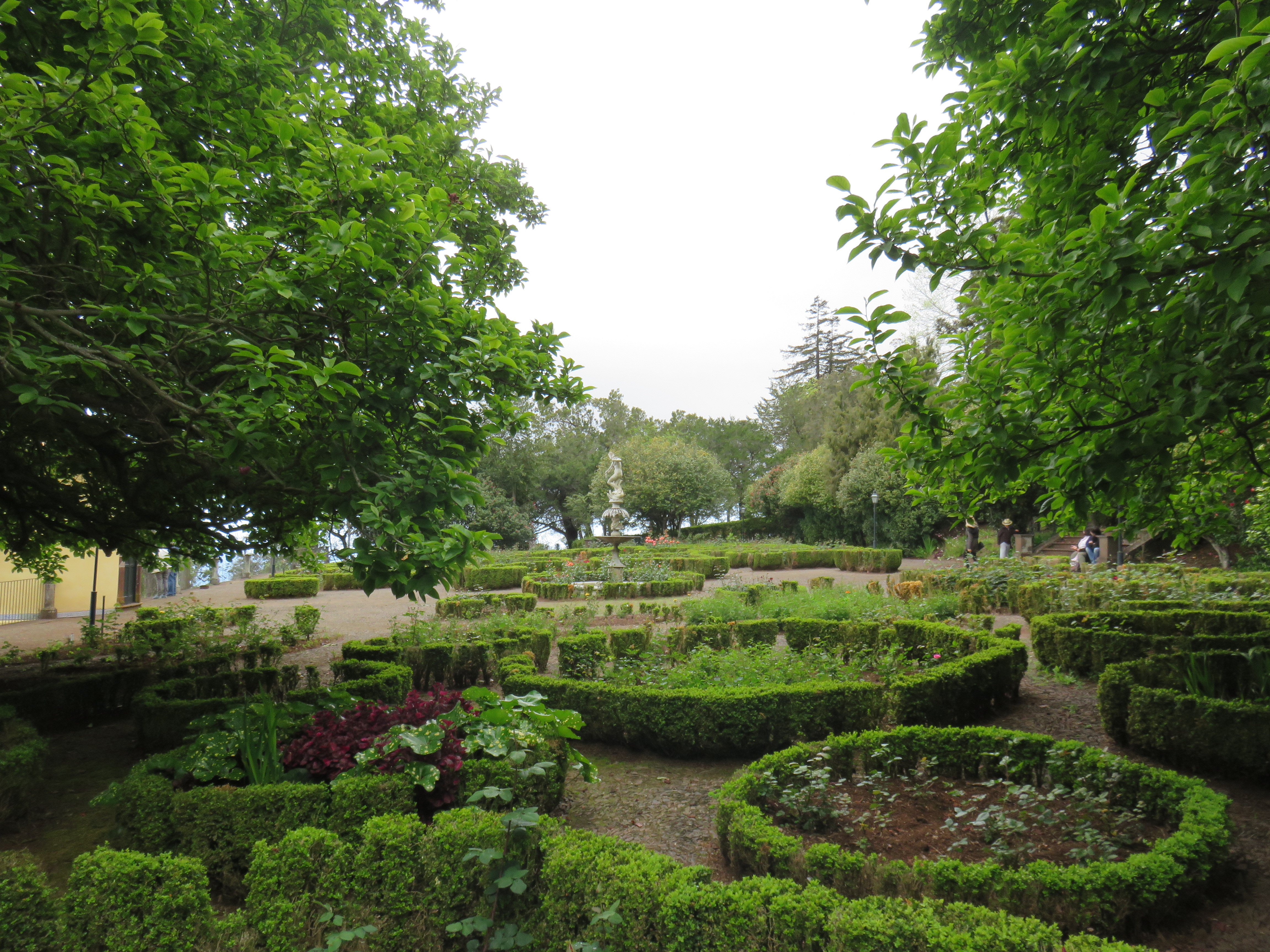
Gartenanlagen Jardim Malakoff mit Rosenrabatten und Marmorbrunnen (2018)

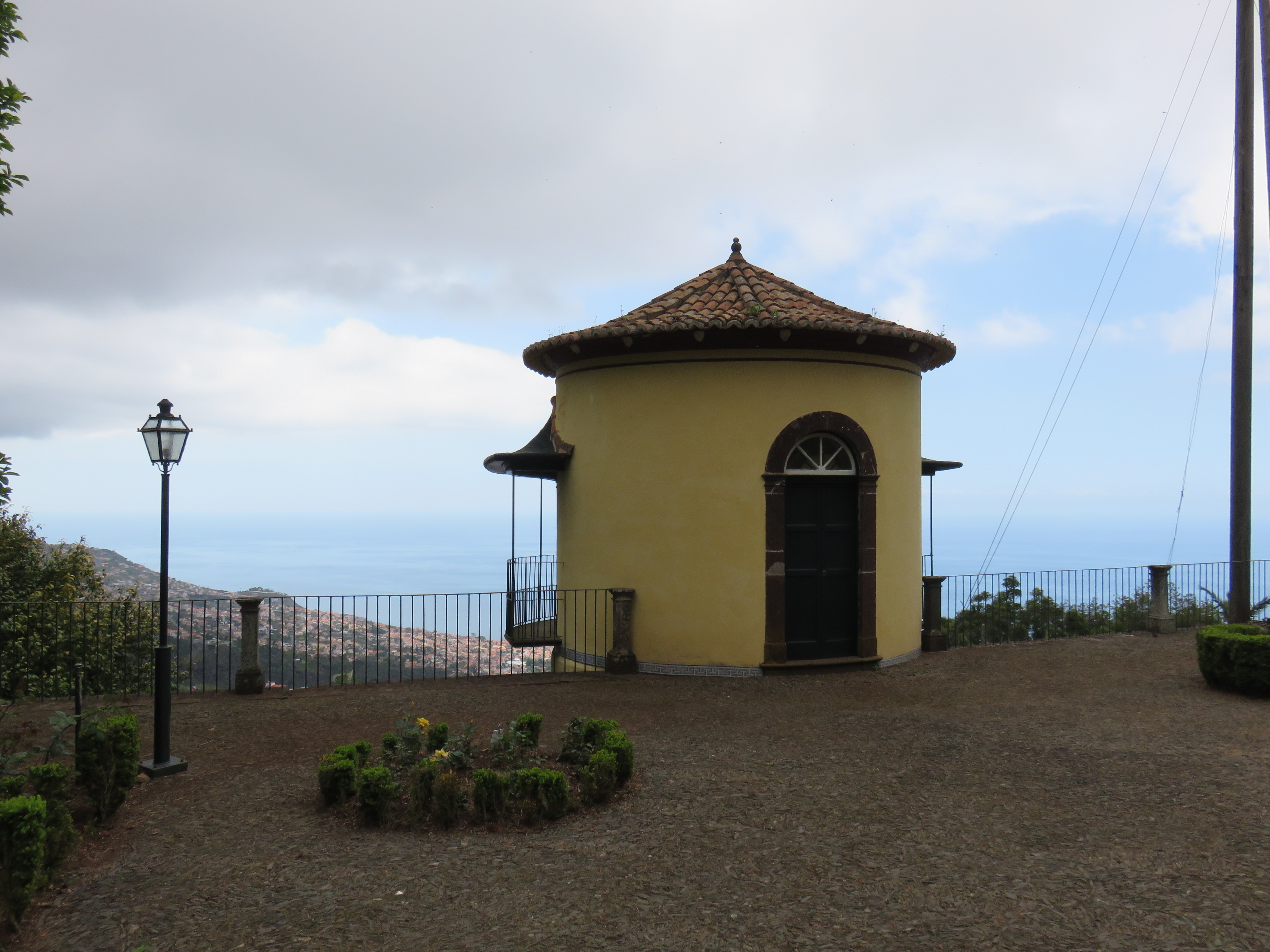
Aussichtsturm Torre Malakoff (Malakoff-Turm) mit Blick auf Funchal (2018)

Die erste Erwähnung des sechs Hektar großen Anwesens datiert auf das Jahr 1784. Der damalige Besitzer, der Kaufmann José Crisóstomo Costa e Silva, verlor Jahre später sein Vermögen und veräußerte den Besitz an den örtlichen Geistlichen Simão Lúcio Nóbrega. Später erwarb es der britische Weinhändler Thomas Gordon (1737–1804), der Vater von James Gordon. 1840 war der britische Zeichner und Lithograf Andrew Picken (1815–1845) eingeladen, die Familie Gordon und das Anwesen auf Aquarellen festzuhalten. 1842 besuchte Adalbert von Preußen das Haus, 1847 Karl Bernhard von Sachsen-Weimar-Eisenach, 1859 Charlotte von Belgien. Als James Gordon 1850 starb, wurde zunächst dessen ältester Sohn, der Major Webster Thomas Gordon (* 1828), neuer Besitzer. Dieser überließ das Erbe 1851 seinem Bruder Russell Manners Gordon (1829–1906). Jener heiratete 1857 die portugiesische Gräfin von Torre Bela, Filomena Gabriela Correia Brandão Henriques de Noronha (1839–1925), und wurde dadurch der größte Land- und Weingutbesitzer der Insel. Bis 1860 ließ er die Umgebung des Hauses zu einem botanischen Park und Landschaftsgarten ausbauen. Einen darin befindlichen Rosengarten benannte er nach dem französischen Krimkrieg-Befehlshaber Aimable Pélissier, Herzog von Malakoff, des Eroberers des Forts Malakoff bei Sewastopol. Auch ein an einer Böschungsmauer gelegener Pavillon oder Aussichtsturm, der Torre Malakoff, der ursprünglich zur Aufbewahrung von Gartengeräten errichtet worden war, wurde ihm gewidmet.
1870 beschloss Russell Manners Gordon, das Herrenhaus an seinen Geschäftspartner, den Weinhändler Peter Cossart (1807–1870), der 1831 aus Dublin nach Madeira gekommen war, zu veräußern. 1890 kaufte der Bankier Luís da Rocha Machado II. das Anwesen von dessen Erben. 1894 besuchte Elisabeth von Österreich-Ungarn das Haus, 1901 waren der portugiesische König Carlos I. und dessen Gemahlin Amélie d’Orléans dort zu einem Gartenfest eingeladen, 1908 war der portugiesische König Manuel II. zu Gast.
1922 bot Luíz da Rocha Machado III., ein überzeugter Monarchist, dem exilierten österreichischen Kaiser Karl I. unentgeltlich an, mit dessen Gemahlin Zita, ihrem Personal und sechs ihrer mittlerweile nach Madeira verbrachten Kindern in die Quinta do Monte zu ziehen, nachdem die fast mittellosen Majestäten ihre Rechnung in Reid’s Palace bei Funchal, wo sie zuvor logiert hatten, nicht mehr bezahlen konnten. Das kaum angemessen zu beheizende Haus, das die kaiserliche Familie am 18. Februar 1922 bezog, war durch seine Gebirgslage winters von windigen und kaltfeuchten Klimabedingungen gekennzeichnet. Bald zog sich der fröstelnde Kaiser eine Grippe zu. Am 1. April 1922 verstarb er an einer Lungenentzündung. Der Kaiser wurde wenige Tage später in der Kirche Nossa Senhora do Monte bestattet. Zur Erinnerung an ihn ließ die Familie Rocha Machado in der zweiten Hälfte der 1920er Jahre auf dem Anwesen eine Kapelle errichten. 1968 stattete Ex-Kaiserin Zita in Begleitung ihrer Kinder Otto und Adelheid sowie ihres Cousins, des Herzogs Duarte Nuno von Braganza (1907–1976), der Örtlichkeit einen Erinnerungsbesuch ab.

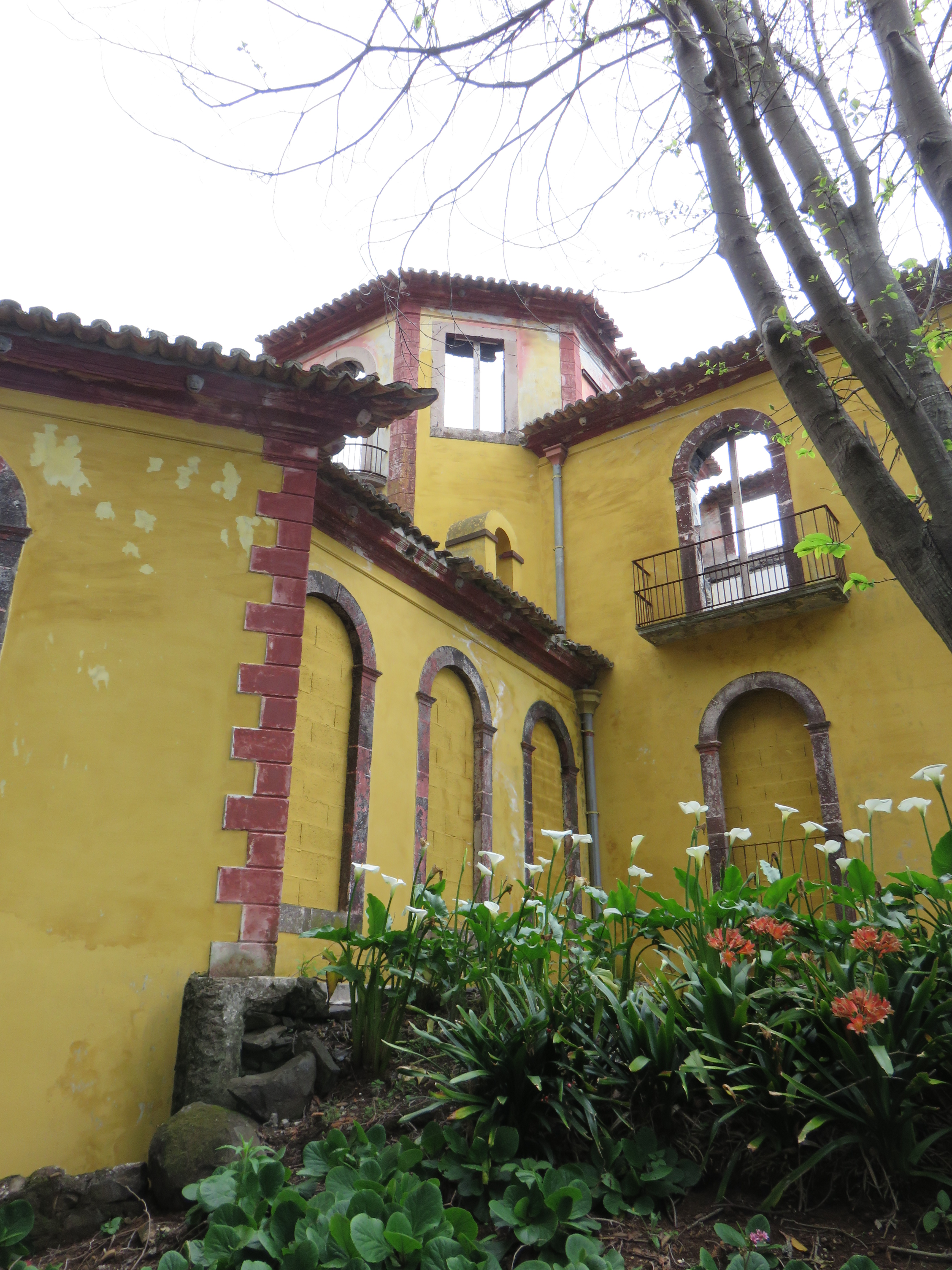
Brandruine (2018)

Weil die Familie Rocha Machado und deren Erbinnen, die Töchter Josefina Rocha Machado Amador und Helena Rocha Machado e Couto, sowie deren Kinder ab etwa 1975 das Herrenhaus nicht mehr bewohnten und pflegten, verfielen Gebäude und Park. Zeitweise war es in dieser Zeit der Künstlerin Lourdes Castro als Wohnsitz und Atelier überlassen. 1991 wurde die Anlage von der Regionalregierung von Madeira erworben, um eine Einrichtung der Universität Madeira darin unterzubringen. Dieses Projekt wurde 1998 aufgegeben. 
Nachdem das Baudenkmal bis etwa zum Jahr 2006 umfangreich restauriert und als botanischer Garten, Museum und Kulturzentrum hergerichtet worden war, fiel es im August 2016 einem großflächigen Waldbrand zum Opfer. Am 8. April 2018 wurden die Gartenanlagen als Jardim do Imperador (deutsch „Kaisergarten“) wieder eröffnet. Um in der Quinta ein Museum der Romantik einzurichten, wurde der Garten im Januar 2022 geschlossen.